# Ptecticus remeans
Ptecticus remeans är en tvåvingeart som först beskrevs av Walker 1859.  Ptecticus remeans ingår i släktet Ptecticus och familjen vapenflugor. Inga underarter finns listade i Catalogue of Life.